# Pseudopallene spinipes
Pseudopallene spinipes är en havsspindelart som först beskrevs av Fabricius, O. 1780.  Pseudopallene spinipes ingår i släktet Pseudopallene och familjen Callipallenidae.
Artens utbredningsområde är Norra Ishavet. Inga underarter finns listade i Catalogue of Life.